# 富山県道51号蓑輪滑川インター線
富山県道51号蓑輪滑川インター線（とやまけんどう51ごう みのわなめりかわインターせん）は、富山県滑川市を通る県道（主要地方道）である。

## 概要

### 路線データ
- 起点：富山県滑川市蓑輪（富山県道67号宇奈月大沢野線交点）
- 終点：富山県滑川市神明町（富山県道1号富山魚津線交点）

富山中部広域農道と富山県道135号富山滑川魚津線の間は4車線道路、その他は2車線、あるいは狭路である。
過去は魚津市虎谷を結ぶ『虎谷滑川線』という名称であった（うち虎谷地内は、現在は富山県道141号虎谷大榎線となっている）。

## 歴史
滑川インターチェンジが供用を開始した1980年（昭和55年）12月にインターチェンジと国道8号（現・富山県道135号富山滑川魚津線）法華寺交差点までの3,460mの区間が開通した当初は、インターチェンジと宮窪間のみ4車線で、宮窪から法華寺交差点までは暫定2車線であった。その後、1983年（昭和58年）度と1984年（昭和59年）度にかけて4車線化工事が進められ、全線が4車線化された。
1993年（平成5年）5月11日、建設省から、県道滑川インター線・県道虎谷滑川線の一部が蓑輪滑川インター線として主要地方道に指定される。

## 路線状況

### 重複区間
- 富山県道135号富山滑川魚津線（滑川市上小泉）

## 地理

### 通過する自治体
- 滑川市

### 交差する道路

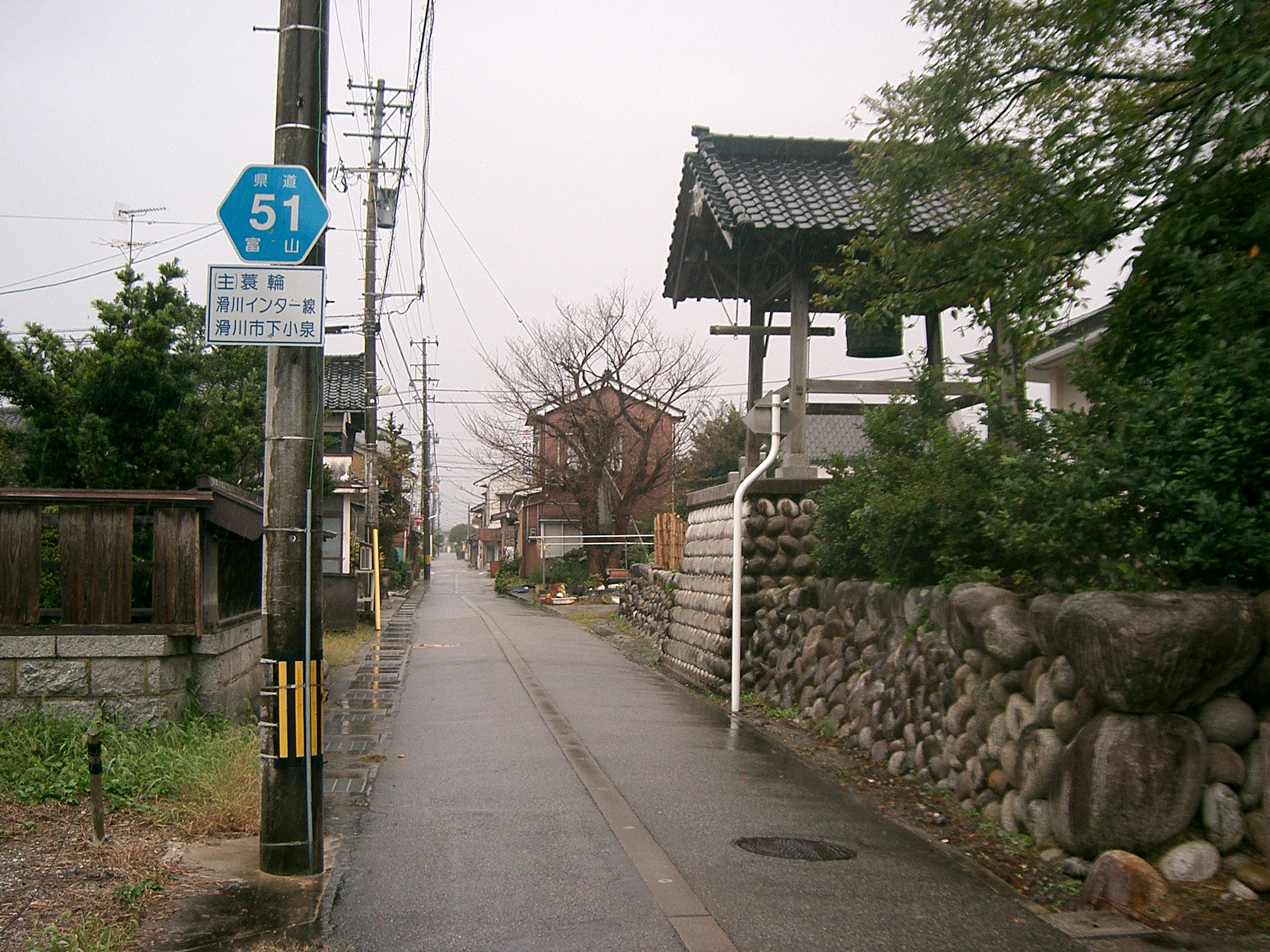
滑川市下小泉（中滑川駅近く）より南東を望む

- 富山県道67号宇奈月大沢野線（滑川市蓑輪、起点）
- 富山県道137号堀江魚津線（滑川市開）
- 北陸自動車道 滑川IC（滑川市金屋）
- 富山県道3号富山立山魚津線（滑川市栃山）
- 国道8号（滑川市稲泉）
- 富山県道135号富山滑川魚津線（滑川市上小泉）
- 富山県道135号富山滑川魚津線（滑川市上小泉）
- 富山県道320号古鹿熊滑川線（滑川市下小泉町）
- 富山県道139号滑川停車場線（滑川市吾妻町）
- 富山県道1号富山魚津線（滑川市神明町、終点）